# Acura ARX-01

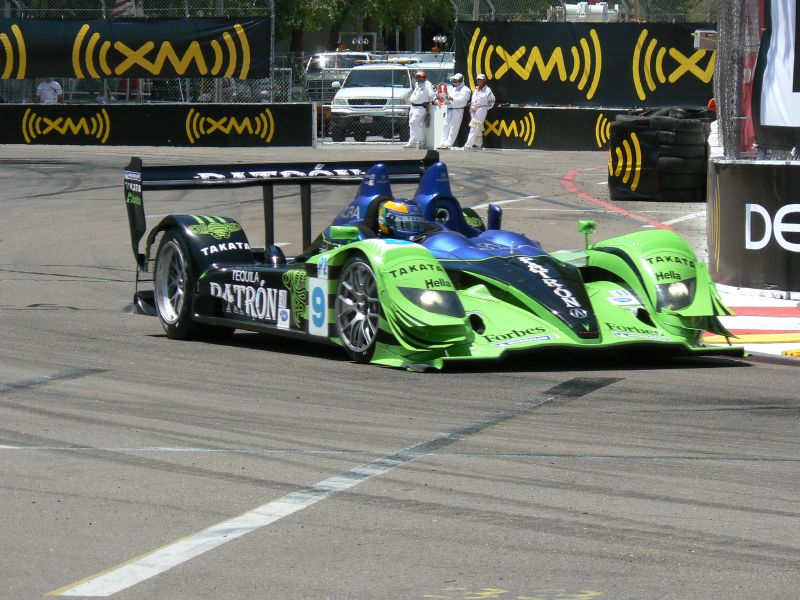
Acura ARX-01b von Highcroft Racing

Der Acura ARX-01 ist ein von Honda Racing Developments entwickelter Le-Mans-Prototyp der Klasse LMP2, der seit 2007 bei Sportwagenrennen eingesetzt wird. Er basiert auf dem Courage-ORECA LC75, ist aber mit einem Motor der Honda-Luxusmarke Acura ausgestattet. Der ARX-01 wurde 2009 vom Acura ARX-02 abgelöst.

## Renneinsätze
Beginnend mit dem Jahr 2007 erweiterte Acura sein nordamerikanisches Motorsportengagement um die American Le Mans Series. Daneben nimmt Acura mit dem TSX auch in der Grand-Am KONI Challenge Series und der SPEED World Challenge teil.
2007 stieg man mit insgesamt drei Teams in die ALMS ein. Fernández Racing setzte auf einen Lola B06/43 und war hauptsächlich für die Entwicklung des Motors verantwortlich. Andretti Green Racing und Highcroft Racing bekamen jeweils einen Courage-ORECA LC75 und sollten sich auf die Entwicklung und Optimierung der Aerodynamik konzentrieren. Da die modifizierten Chassis sich bereits beim Start der American Le Mans Series 2007 erheblich vom LC75 unterschieden, verlangte die IMSA in Absprache mit dem Automobile Club de l’Ouest eine eigene Homologation für die nun offiziell Acura ARX-01a genannten Fahrzeuge.
Außerdem wurde ein weiterer Rennwagen von Honda Racing Developments als Testfahrzeug erworben. Ab 2008 stieß De Ferran Motorsports als viertes Team hinzu. Nach Abschluss der Motorenentwicklung wechselte Fernández Racing ebenfalls auf ein ARX-01.
Den ersten Sieg in der LMP2-Klasse holte Andretti Green Racing schon beim Debüt, dem 12-Stunden-Rennen von Sebring 2007. Dieser blieb aber auch der einzige des Jahres 2007. 2008 dagegen verlief wesentlich besser. Andretti Green Racing war es dann in Long Beach, die die erste Pole für Acura holten. Highcroft aber holte dort den Klassensieg sowie auch in Lime Rock den ersten Gesamtsieg. In Detroit folgte dann neben dem vierten Klassensieg in der LMP2 auch ein Dreifachsieg.

## Chassis
→ Siehe auch Courage-ORECA LC70 Chassis
Honda Racing Developments erwarb 2007 drei Chassis vom Typ Courage-ORECA LC75. Chassis Nummer 7 ging an Highcroft Racing, Nummer 8 an Andretti Green Racing. Das dritte Chassis mit der Nummer 9 wurde als Test- und Entwicklungsfahrzeug erworben, ab 2008 aber von Fernández Racing auch in der ALMS eingesetzt. De Ferran Motorsports setzte ab 2008 auch ein neues Fahrzeug ein. Offiziell wurden die LC75 des Jahrgangs 2007 als Acura ARX-01a bezeichnet, die weiterentwickelte Fassung für 2008 als Acura ARX-01b.